# Lebendige Arbeit
Mit dem Begriff lebendige Arbeit benannte Karl Marx (Das Kapital) den wertschaffenden Prozess menschlicher Tätigkeiten. Die Unterscheidung der lebendigen und der gegenständlichen Arbeitsbestandteile war bestimmend für seine Arbeitswerttheorie. 
Lebendige Arbeit nutze in der Regel Arbeitsmittel beziehungsweise Produktionsmittel, in die schon vorab lebendige Arbeit eingeflossen sei. Sie zeige sich im Zeitverlauf (Arbeits- und Herstellungsprozess), während vergegenständlichte Arbeit sich im Raum als Wert abbilde. Mit der Herstellung der Produktionsmittel würde Arbeitskraft gleichsam angereichert. Diese so durch lebendige Arbeit „vergegenständlichte Arbeit“ stelle ein ruhendes Potenzial dar, das der Mensch durch lebendige Arbeit mehr oder weniger zweckmäßig aktiviere.